# ウェイン・ブラック
ウェイン・ハミルトン・ブラック（Wayne Hamilton Black, 1973年11月14日 - ）は、ジンバブエ・ハラレ出身の男子プロテニス選手。兄のバイロン・ブラックと末の妹カーラ・ブラックもプロテニス選手で、ウェインは3人兄弟の真ん中である。ATPツアーでシングルスの優勝はないが、ダブルスで18勝を挙げ、4大大会でも男子ダブルス2勝、混合ダブルス2勝を挙げている。自己最高ランキングはシングルス69位、ダブルス4位。身長170cm、体重70kg、右利き。
ブラック家は、父親が1953年と1956年ウィンブルドン選手権男子シングルス3回戦に進出したドン・ブラックで、自宅のアボカド農園の裏庭に4面の芝生コートを建設した。3人の兄弟はその中でテニスを習得し、真ん中のウェインも父親の手ほどきを受けた。1991年にアメリカ合衆国テキサス州にある「ニューカム・テニスアカデミー」に入学を認められ、1992年から男子テニス国別対抗戦デビスカップジンバブエ代表選手となる。ウェインも兄のバイロンと同じ南カリフォルニア大学で学び、学生テニス選手として3年間プレーした。ウェインがプロ入りした1994年、兄のバイロンは全仏オープン男子ダブルスでジンバブエのテニス選手として初の4大大会優勝を達成する。兄の後を追って、ウェインと妹のカーラも国際レベルのテニス選手に成長した。
1996年アトランタ五輪で、ウェインは兄のバイロンと一緒に初めてのオリンピック出場を果たし、単複とも2回戦進出を果たす。1999年2月のドバイ・テニス選手権でATPツアーでダブルス初優勝を遂げ、3月のインディアンウェルズ・マスターズとリプトン国際選手権でダブルス2週連続優勝を果たす。この3大会ではサンドン・ストールと組んだ。
2000年全豪オープンで、ウェインは4大大会の男子ダブルス決勝に初進出を果たす。パートナーはアンドリュー・クラッツマンであったが、決勝でエリス・フェレイラ/リック・リーチ組に4-6, 6-3, 3-6, 6-3, 16-18で敗れ、初舞台では準優勝に終わった。同年のシドニー五輪で2度目のオリンピックに出場したが、単複とも1回戦敗退に終わる。オリンピック後の10月19日、3人兄弟にテニスを教えた父親のドンが死去した。父親を失う直前の時期から、ウェインはダブルスで同じジンバブエのケビン・ウリエットとペアを組むことが多くなり、シドニー五輪でもウリエットと組んでいたが、2人は翌2001年のシーズンに著しい躍進を見せる。2001年全米オープン男子ダブルスで、ウェインとウリエットはジャレッド・パーマー/ドナルド・ジョンソン組を7-6, 2-6, 6-3で破り、4大大会初優勝を飾った。その過程では、2回戦で兄バイロン/ジョナサン・スターク組を破った“兄弟対決”もあった。これはジンバブエのテニス選手として、7年前の1994年全仏オープン男子ダブルスでバイロンとスタークの組が優勝して以来2つ目のタイトルであった。
2002年全仏オープン混合ダブルスでウェインは妹のカーラ・ブラックと組み、決勝でマーク・ノールズ/エレーナ・ボビナ組を破り、4大大会の混合ダブルス部門で初優勝を飾った。この年、長男のバイロンが現役を引退する。2年後、ウェインとカーラは全仏オープンとウィンブルドン選手権の2大会連続で混合ダブルス決勝に進出した。全仏では地元フランスのリシャール・ガスケ/タチアナ・ゴロビン組に敗れ、2年ぶり2度目の優勝を逃したが、ウィンブルドンではトッド・ウッドブリッジ/アリシア・モリク組を3-6, 7-6, 6-4の逆転で破り、ジンバブエのテニス選手として最初のウィンブルドン優勝を達成した。この後、ウェインはアテネ五輪で3度目のオリンピックに出場し、ケビン・ウリエットとの男子ダブルスでインドのマヘシュ・ブパシ/リーンダー・パエス組との準々決勝まで勝ち進んだ。
2005年全豪オープン男子ダブルスでウェインとウリエットは2001年全米オープン以来の4大大会優勝を飾った。決勝でブライアン兄弟を6-4, 6-4のストレートで破って優勝した。
シングルスでのウェインは、全豪オープンで1998年-2000年に3年連続の3回戦進出があり、1999年の4回戦進出が自己最高成績であった。1999年の4回戦では、トッド・マーティンに6-7, 4-6, 4-6で敗れている。2000年の3回戦では、ピート・サンプラスから2セットを先取したが7-6, 6-3, 3-6, 5-7, 3-6の逆転で敗れたこともあった。

## 4大大会優勝
- 全豪オープン　男子ダブルス：1勝（2005年）
- 全仏オープン　混合ダブルス：1勝（2002年）
- ウィンブルドン　混合ダブルス：1勝（2004年）
- 全米オープン　男子ダブルス：1勝（2001年）